# Литвиненко Вікторія Сергіївна
Литвиненко Вікторія Сергіївна (нар. 16 січня 1986) — українська акторка театру та кіно.

## Біографія
Народилася 1986 року у Фастові. З п'яти років займалася бальними танцями. У 2003—2007 роках навчалася у Київського державного інституту театру, кіно і ТБ ім. І.Карпенка-Карого на курсі Леся Танюка. З 2004 року виступає на сцені Центру сучасного мистецтва «ДАХ».
У кіно дебютувала в 2003 році, знявшись в телесеріалі «Завтра буде завтра». Перша головна роль — у 100-серійній мелодрамі «Тільки кохання» 2010 року. Також зіграла в проєктах «Володимирська, 15», «Порох і дріб», «Пізніше каяття», другому сезоні «Жіночого лікаря», «Сашка», «Гречанка», «Безсмертник», «Швидка допомога», «Перші ластівки».
Була одружена з актором Романом Ясіновським. 25 квітня 2012 народила дочку Варвару. Згодом пара розлучилася. Зараз у шлюбі з українським актором Стрельниковим Сергієм. У 2019 році в подружжя народився син Сильвестр.

## Фільмографія
| Рік       |    | Українська назва            | Оригінальна назва              | Роль                                        |
| --------- | -- | --------------------------- | ------------------------------ | ------------------------------------------- |
| 2025      | с  | Бігти на захід              | Меседж - Бігти на захід (кліп) | (головна роль)                              |
| 2024      | с  | Впiзнай мене                |                                | Каріна Галицька (головна роль)              |
| 2024      | с  | Лікарка за покликанням      |                                | Марина Бондар (головна роль)                |
| 2024      | с  | Кришталеві джерела          |                                | Зоряна Столяр                               |
| 2023      | с  | Мій юний принц              |                                | Софія                                       |
| 2023      | с  | На власні очі               |                                | Вероніка (вчителька, головна роль)          |
| 2022      | с  | Принцеса із Горошино        |                                | Анна                                        |
| 2021      | с  | Перші ластівки. Залежні     |                                | Кіра Зотова (журналістка, головна роль)     |
| 2020—2021 | с  | Колір пристрасті\помсти     |                                | Марія Матвієнко (головна роль)              |
| 2020      | с  | Двоє над прірвою            |                                | Маргарита Кушнір (головна роль)             |
| 2020      | с  | Жіночі секрети              | Женские секреты                | Ліза                                        |
| 2019—2020 | с  | Перші ластівки              |                                | Ольга Макарова (слідча, головна роль)       |
| 2019      | с  | Компаньйонка                | Компаньонка                    | Христина                                    |
| 2019      | с  | Інша                        | Другая                         | Наталія (мати Каті)                         |
| 2019      | с  | Віражі долі                 | Виражи судьбы                  | Маргарита                                   |
| 2018      | с  | Перевірка на міцність       | Проверка на прочность          | Миловидова                                  |
| 2018      | с  | За законами воєнного часу 2 | По законам военного времени-2  | Ольга (диспетчер залізничного вокзалу)      |
| 2018      | с  | Операція Мухаббат           | Операция Мухаббат              | Ірина                                       |
| 2017      | с  | Щастя за договором          | Счастье по договору            | Інга (коханка Павла)                        |
| 2017      | с  | Снайперка                   | Снайперша                      | Віра (головна роль)                         |
| 2017      | с  | Заповіт принцеси            | Завещание принцессы            |                                             |
| 2017      | с  | Всупереч долі               | Вопреки судьбе                 | Наталія (друга жінка Романа)                |
| 2017      | с  | Догори дриґом               |                                | Анжела (директор клініки)                   |
| 2016      | тф |                             | Фото на недобрую память        | Антоніна                                    |
| 2016      | с  | Запитайте в осені           | Спросите у осени               | Анна (психолог)                             |
| 2016      | с  | На лінії життя              | На линии жизни                 | Ольга Величко (психотерапевт, головна роль) |
| 2015—2016 | с  | Володимирська, 15           | Володимирская, 15              | Олена Холодова (слідча, головна роль)       |
| 2015      | с  | Шерлок                      | Шерлок                         | Ірен Адлер                                  |
| 2015      | с  | Безсмертник                 | Бессмертник                    | Поліна                                      |
| 2014      | с  | Так далеко, так близько     | Так далеко, так близко         | Аліна                                       |
| 2014      | с  | Швидка допомога             | Скорая помощь                  | Ліза Багдасарова                            |
| 2014      | с  | Власна справа               | Личное дело                    | Олена Логінова (власниця фірми)             |
| 2014      | с  | Гречанка                    | Гречанка                       | Ірина                                       |
| 2013—2014 | с  |                             | Сашка                          | Вікторія Айвазова, Сатін (головна роль)     |
| 2013      | с  |                             | Позднее раскаяние              | Ліна Кіреєва                                |
| 2013      | с  | Жіночий лікар 2             | Женский доктор-2               | Ліна                                        |
| 2012      | с  |                             | Порох и дробь                  | Тіна Носікова (співробітниця банку)         |
| 2010      | с  | Тільки кохання              |                                | Альбіна (співачка, головна роль)            |
| 2008      | с  |                             | Новогодняя семейка             | Міла                                        |
| 2008      | с  |                             | Неодинокие                     | подруга                                     |
| 2007      | с  |                             | Вся такая внезапная            | Оксана                                      |
| 2006      | с  |                             | Старая подруга                 | наречена                                    |
| 2003      | с  |                             | Завтра будет завтра            |                                             |

## Театральні роботи
- «Пролог до Макбета» (реж. В.Троїцький);
- «Coffee and Cigarettes» (реж. В.Троїцький);
- «Майже вистава майже за Піранделло або Танець Смерті» (реж. В.Троїцький);
- «Річард ІІІ. Пролог» (реж. В.Троїцький);
- «Васса Желєзнова», за п'єсою М. Горького (реж. В.Оглоблін);
- «Одруження», за п'єсою М. Гоголя (реж. В.Троїцький);
- «Український Декамерон», за п'єсою КЛІМа (реж. В.Троїцький);
- «Король Лір. Пролог» (реж. В.Троїцький);
- «Майже вистава майже за Піранделло або Танець Смерті. Реанімація» (реж. В.Троїцький);
- «Смерть Гоголя» (реж. В.Троїцький);
- «АннА» за п'єсою Ю.Клавдієва (реж. В.Троїцький);
- «Безхребетність. Деталізація. Вечір для людей з порушеною поставою» за п'єсою І.Лаузунд (реж. В.Троїцький);
- «Едіп. Софокл. Епізод I», за п'єсою Софокла «Цар Едіп» (переклад І. Франка) (реж. В.Троїцький);
- «Едіп. Собача будка», за п'єсами Софокла «Цар Едіп» (переклад І. Франка) та КЛІМа «Собача Будка. Антиутопія з життя мовчазної більшості» (реж. В.Троїцький).